# 神原秀記
神原秀記（日语：／ Kambara Hideki ?，1945年1月2日—），日本化學家。紫綬褒章表彰。

## 生平
1945年1月2日，神原秀記誕生於日本茨城縣，東京大學教養學部畢業，理学博士（東京大学）。
歷任株式會社日立製作所、加州大學柏克萊分校等地的研究職務，2003年名列日立Fellow。現任東京農工大學教授。兼任東京大學、首都大學東京以及南京大學客座教授。
東京工業大學教授大隅良典是神原的東大同學。

## 貢獻
開發出世界第一個螢光DNA測序技術。

## 榮譽
- 日本質量分析学会奨励賞（1982年）
- 大河内記念賞（2001年）
- 文部科学大臣獎（日语：文部科学大臣賞）（2001年）
- 紫綬褒章（2003年）
- 朝日獎（2004年）
- 日本化學會獎（2008年）

## 著作
- 『シングルセル解析の最前線』（共著）シーエムシー出版、2010年
- 『一細胞定量解析の最前線―ライフサーベイヤ構築に向けて』（共著）シーエムシー出版 、2012年

## 外部連結
- Hitachi Fellow: Dr. KAMBARA Hideki（日立製作所HP）